# Sporobolus mildbraedii
Sporobolus mildbraedii är en gräsart som beskrevs av Pilg.. Sporobolus mildbraedii ingår i släktet droppgräs, och familjen gräs. Inga underarter finns listade i Catalogue of Life.